# Casa dei Due Atri

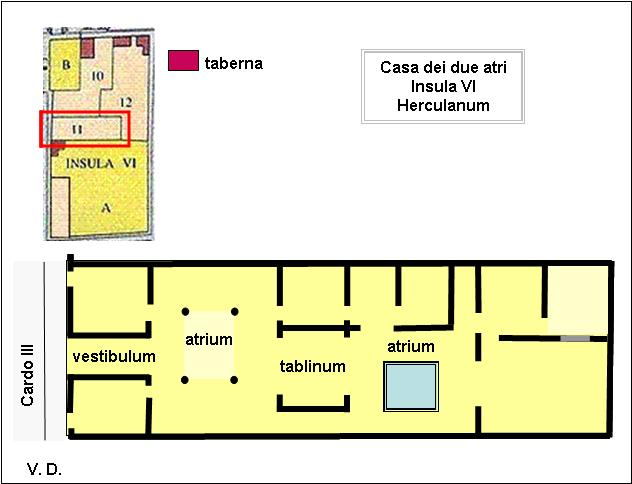
Grundriss des Hauses

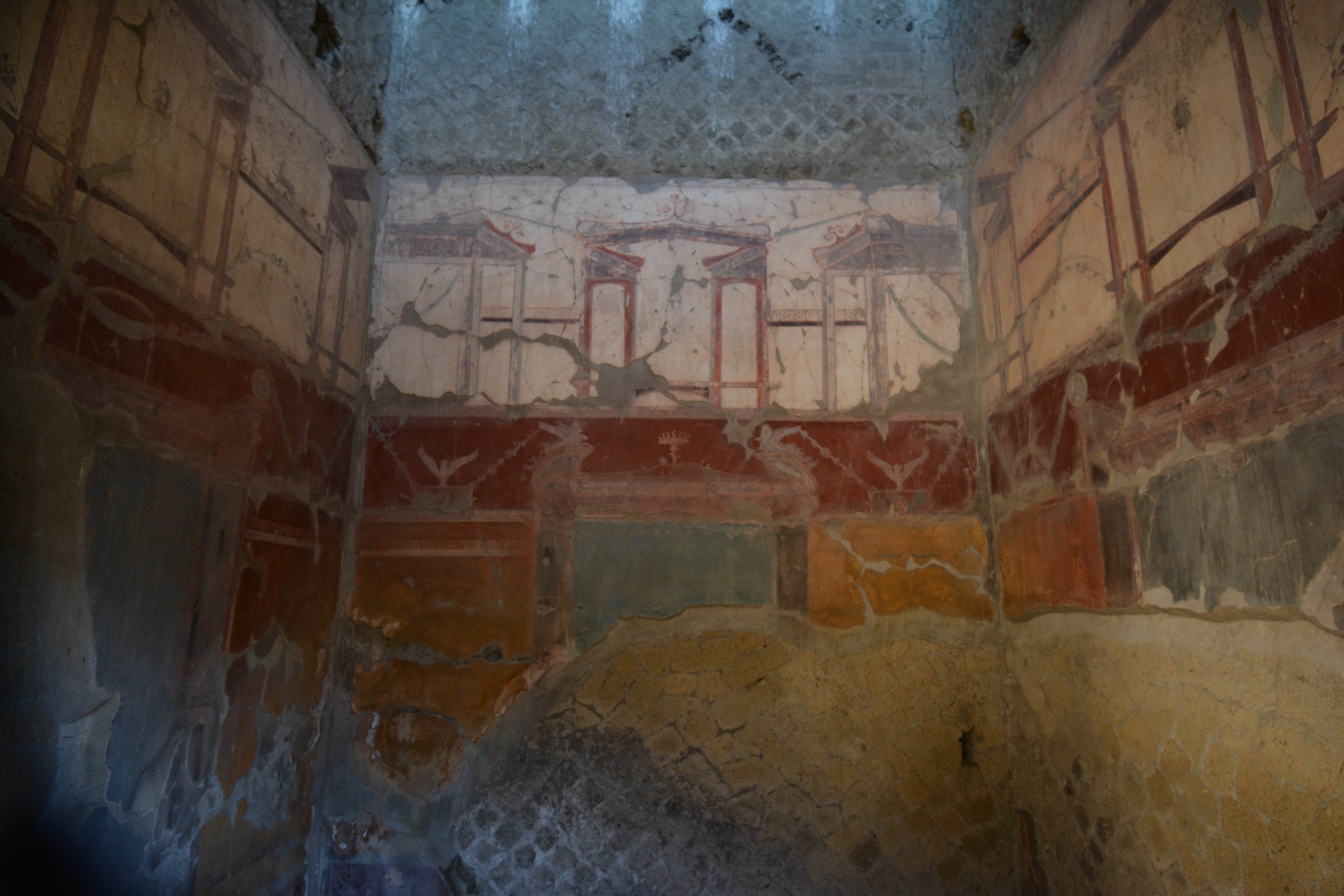
Wandmalereien im Cubiculum

Die Casa dei Due Atri (Haus der zwei Atrien) befindet sich in Herculaneum (Insula VI, 28, 29) und wurde von 1939 bis 1940 unter der Leitung von Amedeo Maiuri freigelegt. Das zweigeschossige Haus hat zwei Atrien, was dem Bau seinen modernen Namen gab.
Das Haus wird von der Südseite her betreten. Vom Eingang gelangt man in die Fauces. Rechts der Fauces befindet sich die Küche des Hauses, links ein Raum unbekannter Funktion, vielleicht eine Abstellkammer. Dahinter folgt das erste Atrium mit vier aus Ziegeln errichteten Säulen, die eine Galerie im ersten Stock stützten. Gegenüber dem Eingang befindet sich das Tablinum. Auf der rechten Seite führt ein Korridor ins zweite Atrium. An dessen Westwand sind zwei Nischen eingelassen, die als Lararien dienten. An dessen Ostseite liegen diverse Räume. An der Rückseite befindet sich ein Triclinium.
Nur wenige Räume im Haus zeigen gut erhaltene Wandmalereien. Die besterhaltenen Malereien befinden sich im Cubiculum (Schlafzimmer) neben dem zweiten Atrium. Die Hauptwand zeigt rote Felder, während die Oberzone leichte Architekturen auf einem weißen Grund einnehmen. Im Tablinum befinden sich Reste einer vergleichbaren Dekoration, doch zeigt die Oberzone keine Architekturen, sondern nur geometrische Muster. Das Triclinium zeigt noch Reste einer rotgrundigen Feldermalerei.
Im Haus fanden sich diverse, relativ gut erhaltene, verkohlte Holzmöbel: ein Tisch, ein Bett, ein Schrank und eine Truhe.